# 克特尔
克特尔是德国石勒苏益格－荷尔斯泰因州的一个市镇。总面积1.52平方公里，总人口289人，其中男性155人，女性134人（2011年12月31日），人口密度190人/平方公里。